# Periscepsia kirbyiformis
Periscepsia kirbyiformis är en tvåvingeart som först beskrevs av Fritz Isidore van Emden 1960.  Periscepsia kirbyiformis ingår i släktet Periscepsia och familjen parasitflugor.
Artens utbredningsområde är Kongo. Inga underarter finns listade i Catalogue of Life.